# Jean III de Craon
Jean III de Craon, (1329 - 26 mars 1373), est un ecclésiastique français du XIVe siècle, évêque du Mans, puis archevêque de Reims et Pair de France. Il est le fils d'Amaury III de Craon et de Béatrix de Roucy-Pierrepont.

## Carrière ecclésiastique
Il est nommé en 1350 à l'évêché du Mans. Il est le premier de ceux que Julien Rémy Pesche affirme connus pour avoir pratiqué la cérémonie de l'intronisation solennelle des évêques du Mans. Jean de Craon passa, cinq ans plus tard, à l'archevêché de Reims.
Il était un réformateur qui s'élevait contre les impôts et jeux sur la frappe de monnaie, contre les mauvais conseillers qui entourent les princes.

## Le sacre deCharlesV

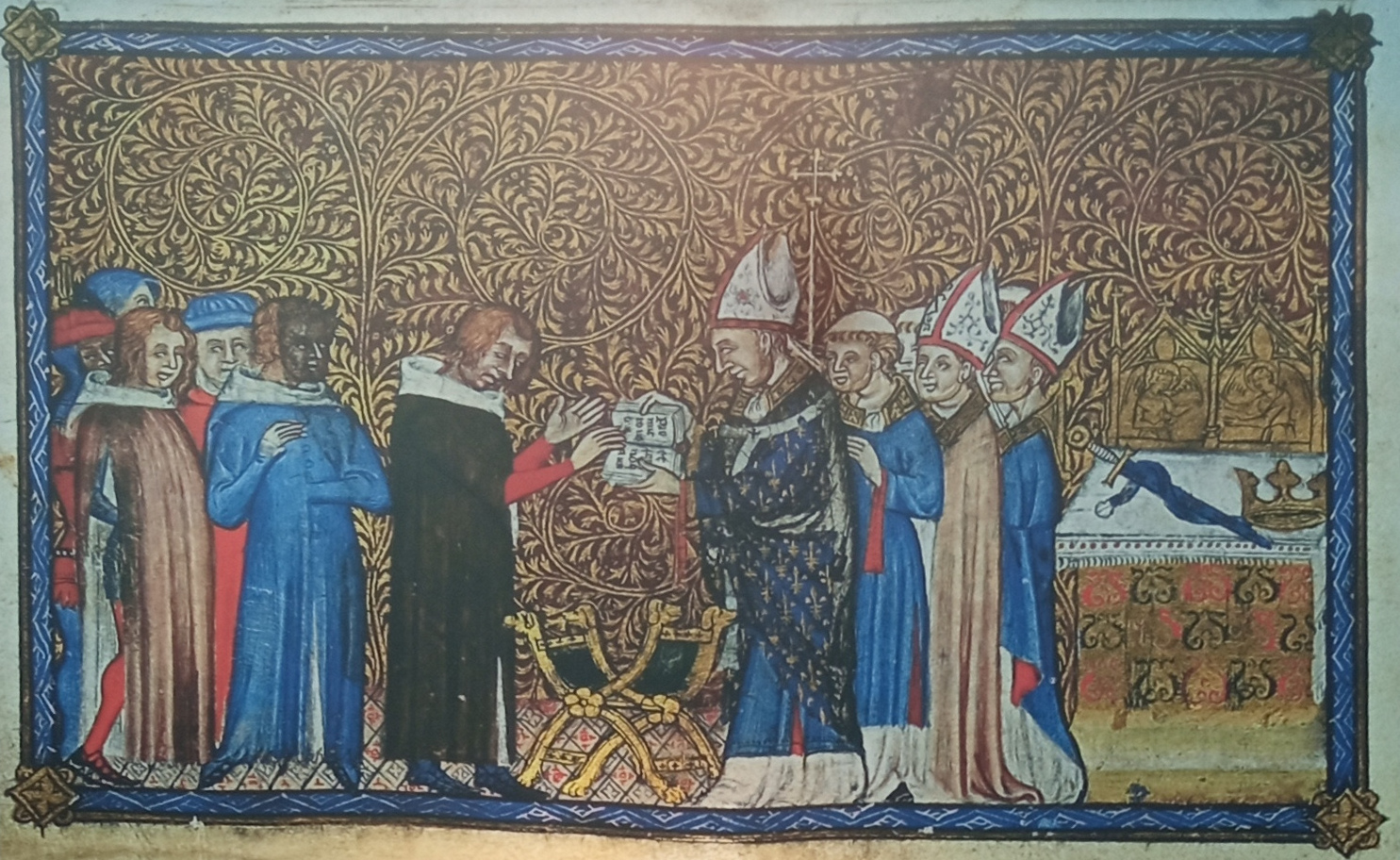
Le serment du roi et deux régalias.

Le dimanche 19 mai 1364 à Reims, jour de la trinité, Jean de Craon archevêque de Reims sacra et couronna le roi de France Charles V avec sa femme Jeanne de Bourbon.
Pendant la cérémonie, l’évêque de Laon portait la sainte ampoule, l’évêque de Langres, le sceptre du roi, Philippe Duc de Bourgogne, le plus jeune des frères du roi, portait la couronne, Louis Duc d’Anjou portait la première bannière, Venceslas Duc de Brabant, portait la seconde bannière, l’évêque de Beauvais, portait la robe royale, l’évêque de Noyon, portait le ceinturon royal, l’évêque de Chalons portait l’anneau royal, Louis Comte de Flandre  portait l’épée royale, Robert Duc des Ambarrois, portait les éperons du roi, le Duc de Lorraine portait l’enseigne de guerre. La comtesse Marguerite de Flandre et d’Artois soutint la couronne sur la tête du nouveau monarque.

## Baptême deLouisIerd'Orléans
Le 15 mars 1372, l'archevêque de Reims, Jean de Craon, baptisa le second fils de Charles V, Louis Ier d'Orléans en l'église Saint-Paul-des-Champs. Le second parrain fut Bertrand du Guesclin, connétable de France.

## Sources
- Julien Rémy Pesche, Dictionnaire topographique, historique et statistique de la Sarthe, 1834, p. 673.